# Rethen (Vordorf)
Rethen ist eine ehemalige Gemeinde im Landkreis Gifhorn, Niedersachsen. Der Ort wurde wahrscheinlich während der Sachsenkriege Karls des Großen gegründet. Im Mittelalter war Rethen Grenzort zwischen den Bistümern Hildesheim und Halberstadt. 1974 wurden Rethen und Eickhorst in die Gemeinde Vordorf eingemeindet, die zur Samtgemeinde Papenteich gehört. Heute hat der Ort etwa 1200 Einwohner.

## Geographie

### Geographische Lage
Rethen befindet sich wenige Kilometer nördlich der Stadt Braunschweig und unweit der Großstädte Salzgitter und Wolfsburg. Der Ort liegt südlich der Lüneburger Heide und drei Kilometer nordwestlich von Vordorf, dem Sitz der Gemeinde. Rethen liegt direkt an der niedersächsischen L 321. Nächstgrößere Verkehrswege sind die B 4 (4 km östlich), die B 214 (6 km westlich) sowie die A 2 (6 km südlich). Nächstgelegene Mittelzentren sind Gifhorn, Peine und Wolfenbüttel.

### Geologie
Die Ortschaft liegt zentral auf der sandig-lehmigen Hochfläche des Papenteichs circa 75–82 m über NN. Die Landschaft um Rethen unterliegt überwiegend intensiv-ackerbaulicher Nutzung und wird durch einzelne kleinere Waldflächen unterbrochen. Verbreitet sind Gleyböden sowie Pseudogley-Böden. Die verschiedenen Böden der Gemarkung haben mittlere bis gute Qualität. Flache Böden über Kalkmergel sind hierbei besser bewertete, im Ort auch „unser Klei“ genannt. Sande und Lehme sind eiszeitliche-nacheiszeitliche Ablagerungen. Vereinzelte oberflächennahe Findlinge, kleine Felsbrocken und Feuersteine sind Geschiebeablagerungen der Elster- und Saaleeiszeit.
Eine Besonderheit sind die im Gebiet Rethen sowie in Meine und Vordorf oberflächennah anstehenden Kalkmergelschichten der sogenannten Rethener-Meiner Oberkreidemulde, entstanden in einem Flachmeer vor etwa 80 Millionen Jahren. Im Kalkmergel befinden sich Versteinerungen beziehungsweise Fossilien aus dieser Kreidezeitphase wie beispielsweise Schwämme, Seeigel, Belemniten und Muscheln. Bis Anfang des 20. Jahrhunderts war eine gewerblich genutzte Kalkgrube südöstlich von Rethen eine ergiebige Fundstelle. Die Grube ist heute nicht mehr aufgeschlossen, jedoch werden auch heute noch vereinzelte Funde im Rahmen von Bodenaushüben wie etwa bei Baugruben gemacht.

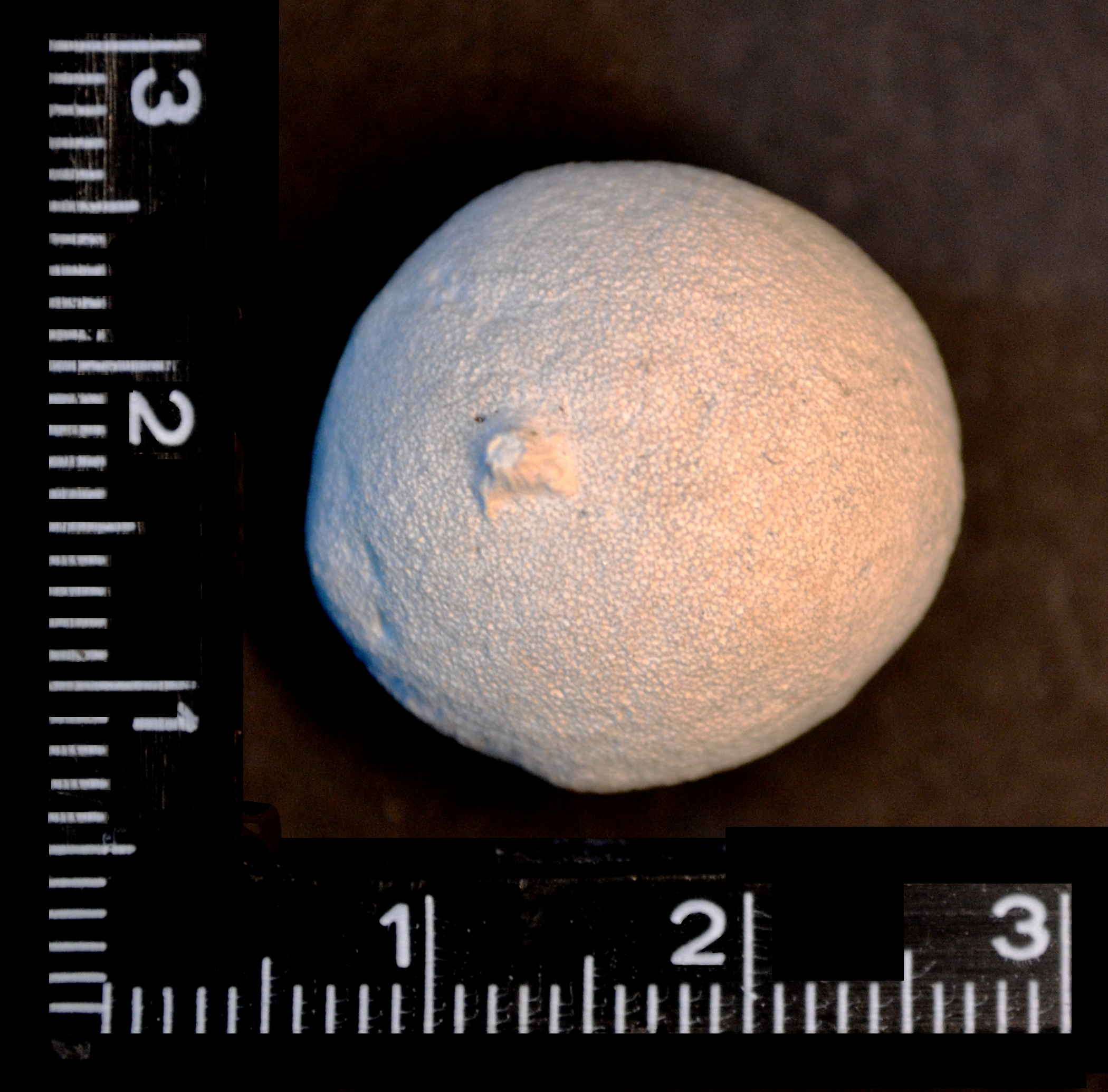
Kugeliger Kalkschwamm mit Anhaftungsstelle (Porosphaera globularis), Fundort: Rethen
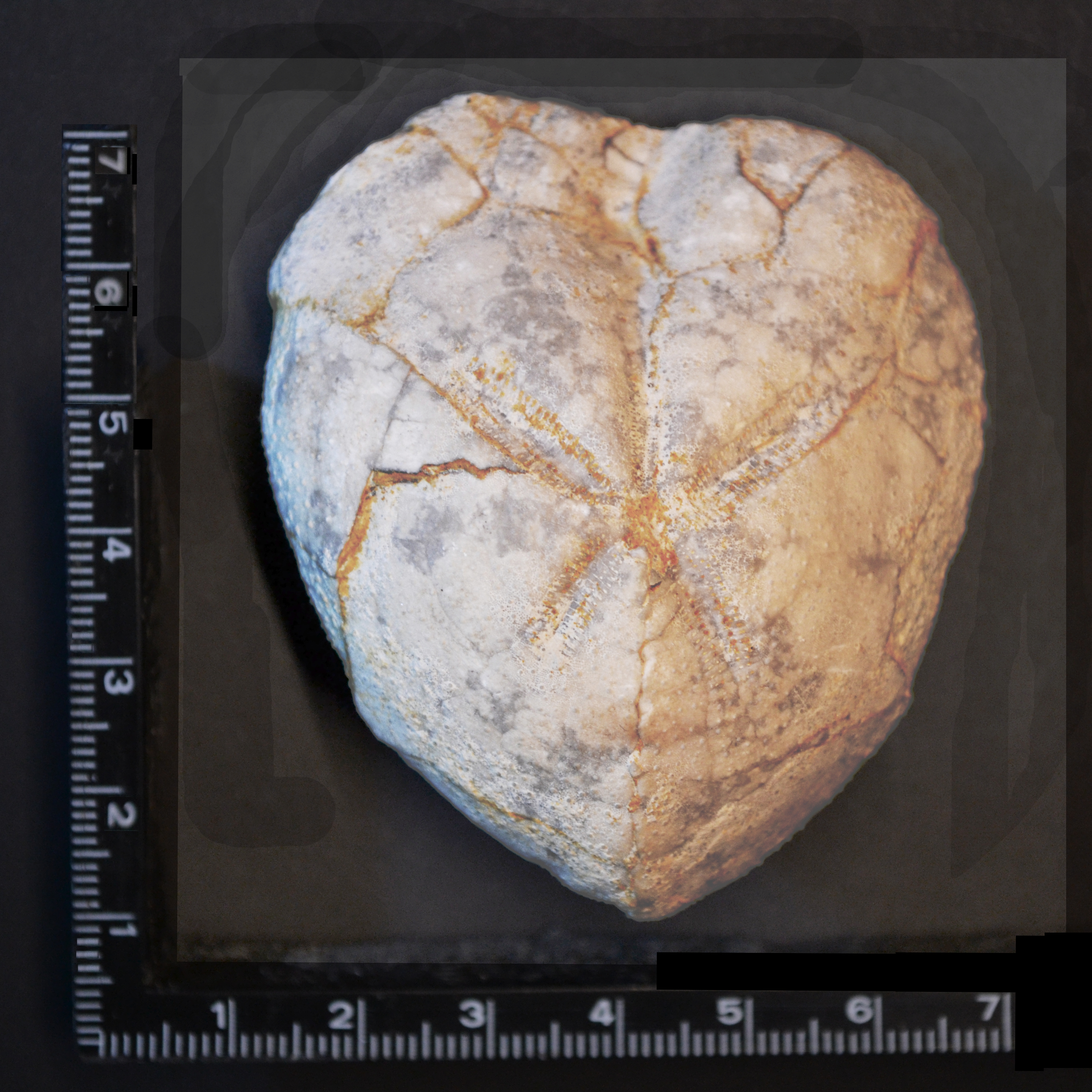
Herzseeigel (Micraster; Echinoida), Fundort: Rethen
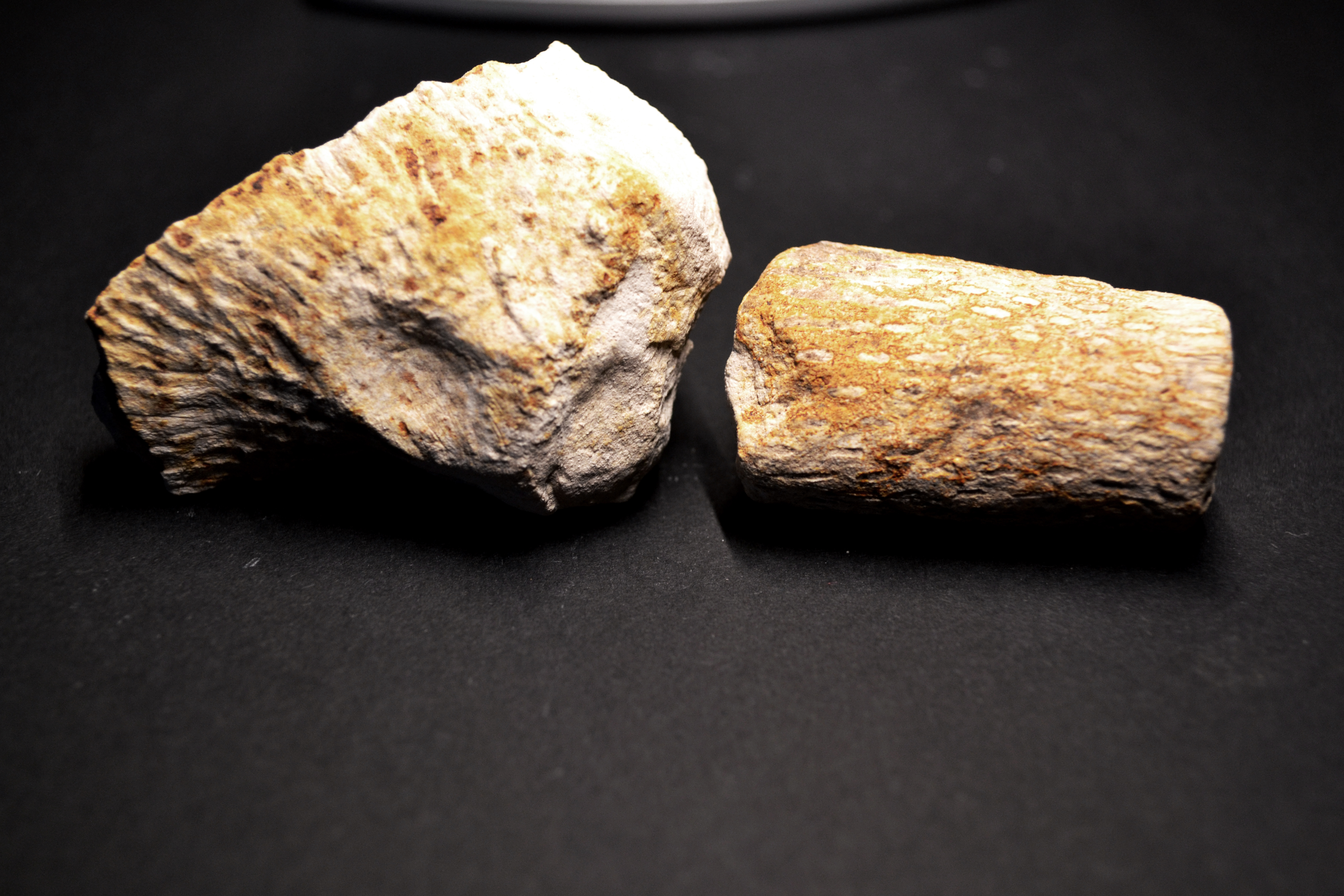
Kalkschwämme (Calcarea), Fundort: Dornplecke, Rethen
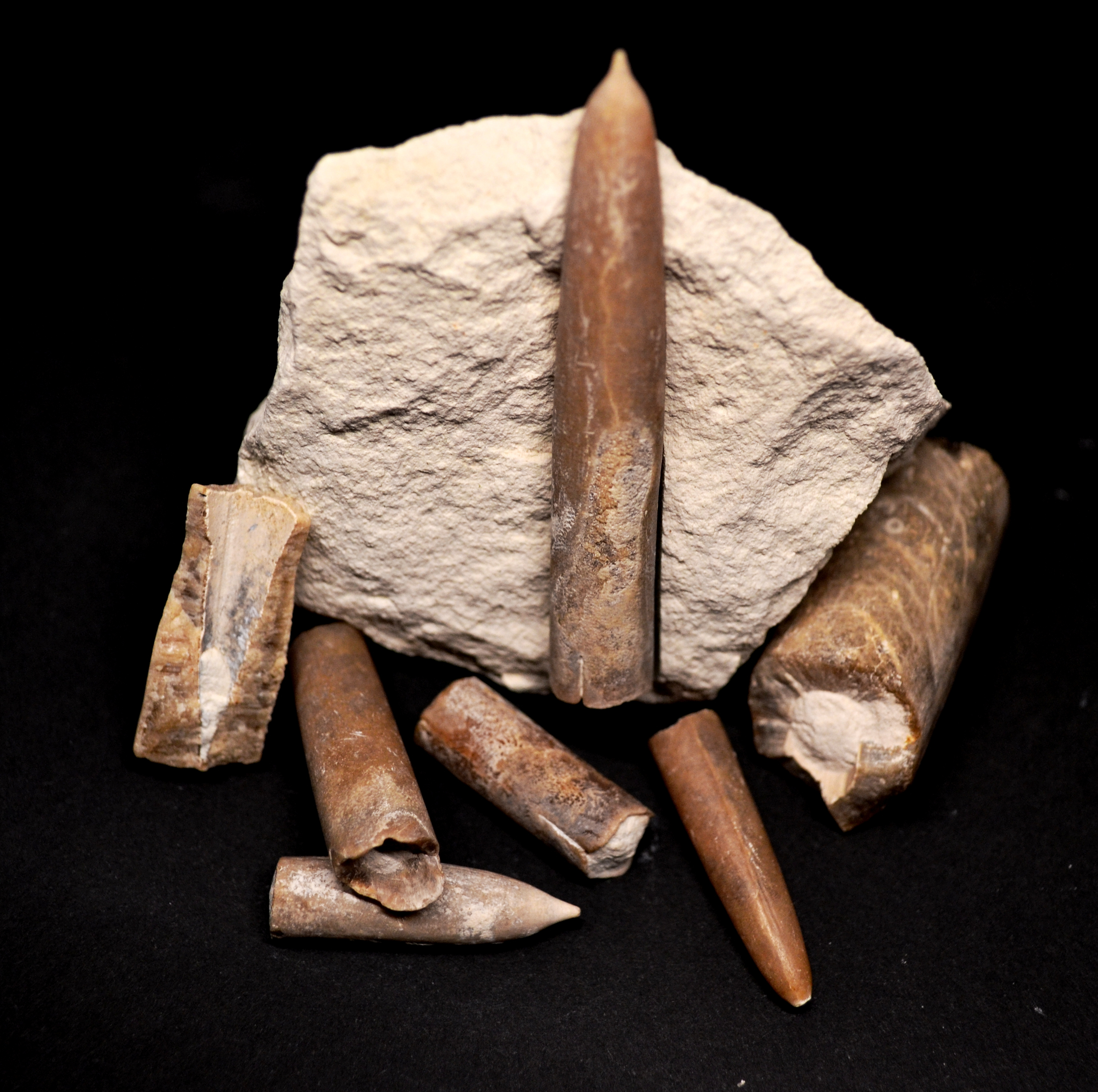
Gruppe von Belemniten (Rostren), Fundort: Rethen

### Gewässer

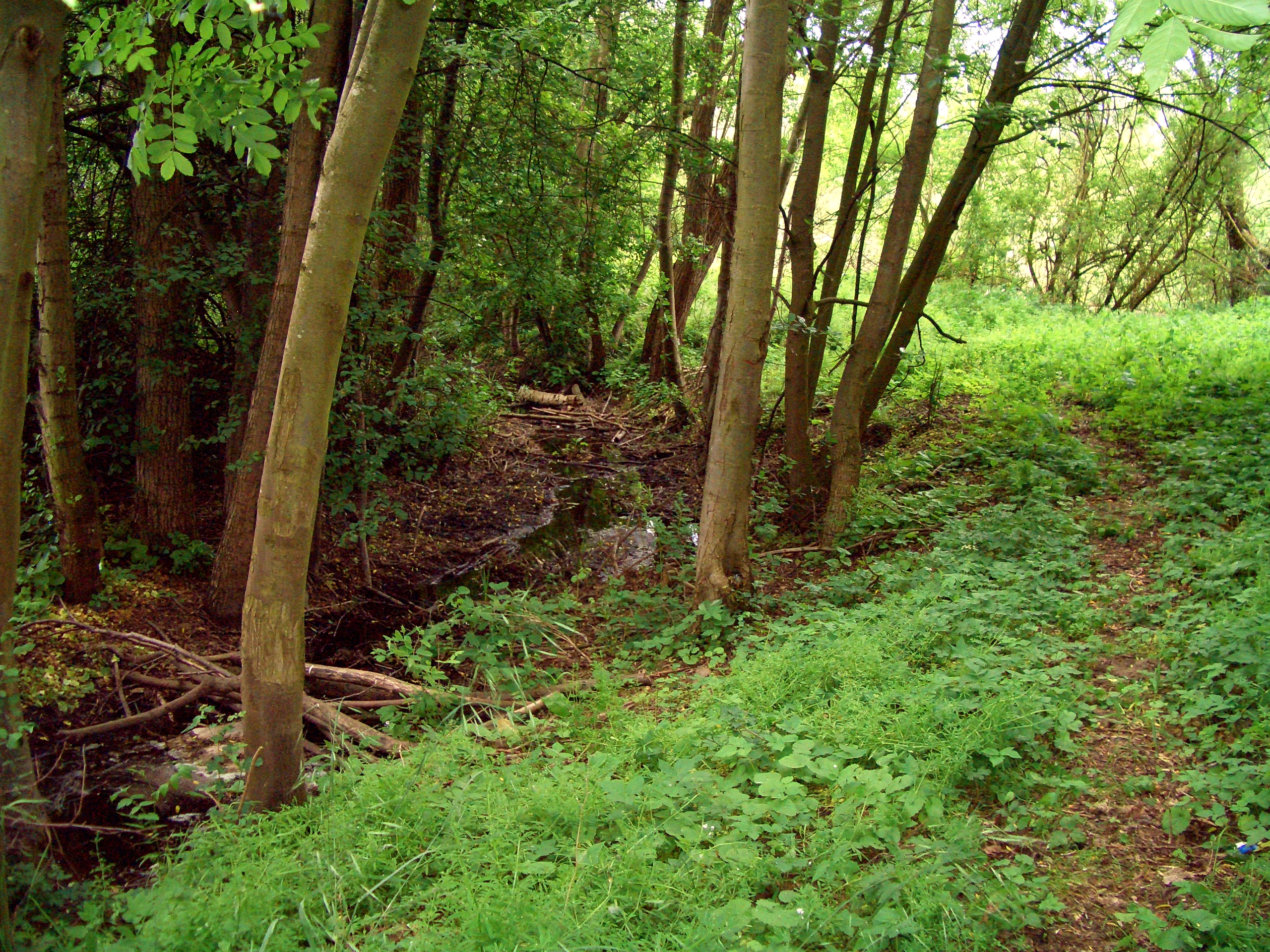
Die Vollbütteler Riede nördlich von Rethen

Rethen war früher bekannt für seine sehr ergiebigen Wasserquellen, die gleichermaßen von Rethenern und den Bewohnern der Nachbarorte genutzt wurden. Seit Jahrzehnten steht eine Quelle nahe dem Dorfteich öffentlich zur Verfügung und wird heute noch regelmäßig von den Landwirten genutzt. In der Rethener Gemarkung finden sich zudem noch zwei Bäche mit historischer Bedeutung:
- Vollbütteler Riede (auch: Mühlenriede, Mönchsgraben)

Von der Gründung des Bistums Hildesheim 815 bis zur Neuumschreibung der katholischen Diözesen in Deutschland nach dem Wiener Kongress markierte die Vollbütteler Riede einen Teil der Ostgrenze der Hildesheimer Diözese zum Bistum Halberstadt. Zu dieser Zeit trug der Bach den Namen Druchterbiki, aus dem später auch die Bezeichnung Druffel-Bach hervorging. Der Bach entspringt nach alten Grenzkarten nördlich von Rethen und fließt an den Orten Algesbüttel, Klein Vollbüttel, Druffelbeck und Ribbesbüttel vorbei in den Bach Hehlenriede und schließlich in den Allerkanal.
- Rötgesbütteler Riede (auch: Dingbanksriede)

Der Name des kleinen Baches stammt von den alten Dingbänken bei Rötgesbüttel, bevor diese im 16. Jahrhundert zum Schierenbalken verlegt wurden. Die historischen Dingbänke befinden sich etwa 3,5 Kilometer nordöstlich von Rethen auf Rötgesbütteler Gebiet.

### Naturschutzgebiet Maaßel

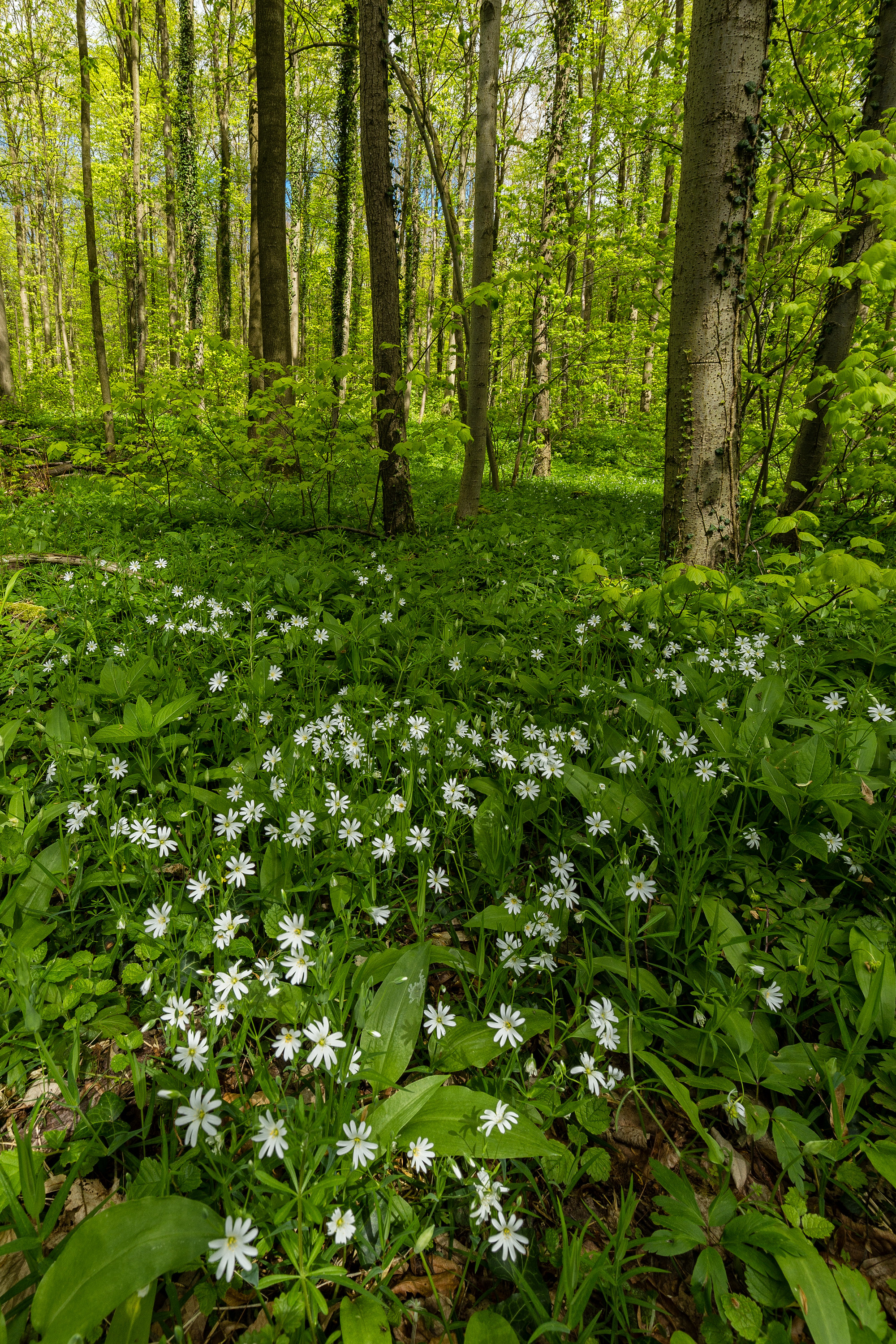
Naturschutzgebiet Maaßel

Im Norden von Rethen werden die Böden zunehmend feuchter und die überwiegend landwirtschaftlich genutzte Fläche wird immer mehr von Baumbewuchs durchbrochen. Dieser Baumbewuchs geht dann in einen Eichen-Hainbuchen Wald über. Das Waldgebiet erstreckt sich zwischen Rethen, Rötgesbüttel und Vollbüttel. Das Gebiet gehört seit 2019 zum neuen Naturschutzgebiet Maaßel.

## Bevölkerung

### Bevölkerungsentwicklung
Eine genaue Entwicklung der Einwohnerzahlen bis 1821 ist nicht dokumentiert. Die einzig vorhandenen Daten sind vereinzelte Erwähnungen über die Anzahl der Höfe in Rethen. So wurden im Jahr 1489 insgesamt drei Vollhöfe, vier Halbhöfe sowie 13 Kötter verzeichnet. Im Jahr 1773 wurden sechs Ackerleute, 14 Kötter sowie vier Brinksitzer angegeben. Eine wesentliche Vergrößerung des Dorfes setzte erst gegen Ende des 18. und zu Beginn des 19. Jahrhunderts ein. Aufgrund der ungenauen Datenlage wird geschätzt, dass die Bevölkerung vom 15. bis zum 17. Jahrhundert zwischen 200 und 250 Einwohnern schwankte.
Einen signifikanten Zuwachs der Einwohnerzahlen erlebte der Ort erst in der Folge des Zweiten Weltkrieges durch den Zuzug von Flüchtlingen und Vertriebenen. Da zu dieser Zeit in Rethen nicht ausreichend Bauland vorhanden war, ließ sich nur ein Teil der Flüchtlinge dauerhaft nieder. Durch den Weiterzug der übrigen Flüchtlinge sank die Bevölkerungszahl zunächst wieder leicht. In den darauf folgenden Jahrzehnten erfolgte ein stetiger Anstieg der Bevölkerungszahl, begünstigt durch die Nähe zu den Industriestandorten Braunschweig und insbesondere dem Volkswagen-Stammwerk in Wolfsburg.
Den letzten starken Schub gab es in den 1990er Jahren. Durch Ausweisung neuer Baugebiete und eine Ortskernverdichtung kam es zu einer verstärkten Suburbanisierung. Rethen wandelte sich zu einer Schlafstadt. Begünstigt wurde diese Entwicklung durch die Ortslage in geringer Entfernung zu Braunschweig, Wolfsburg und dem Anschluss zur Autobahn 2. Laut Modellrechnungen wird die Einwohnerzahl von Rethen, wie die des gesamten Papenteichs, in den nächsten Jahrzehnten durch diese Faktoren weiter wachsen.
| Hier fehlt eine Grafik, die leider im Moment aus technischen Gründen nicht angezeigt werden kann. Wir arbeiten daran! | 1821 | 328 | 1933 | 478 | 2000 | 1222 |          |          |          |          |          |          |
| Hier fehlt eine Grafik, die leider im Moment aus technischen Gründen nicht angezeigt werden kann. Wir arbeiten daran! | 1848 | 365 | 1939 | 503 | 2005 | 1223 |          |          |          |          |          |          |
| Hier fehlt eine Grafik, die leider im Moment aus technischen Gründen nicht angezeigt werden kann. Wir arbeiten daran! | 1890 | 386 | 1950 | 848 | 2006 | 1214 |          |          |          |          |          |          |
| Hier fehlt eine Grafik, die leider im Moment aus technischen Gründen nicht angezeigt werden kann. Wir arbeiten daran! | 1900 | 420 | 1961 | 687 | 2013 | 1137 |          |          |          |          |          |          |
| Hier fehlt eine Grafik, die leider im Moment aus technischen Gründen nicht angezeigt werden kann. Wir arbeiten daran! | 1905 | 470 | 1970 | 725 | 2015 | 1125 |          |          |          |          |          |          |
| Hier fehlt eine Grafik, die leider im Moment aus technischen Gründen nicht angezeigt werden kann. Wir arbeiten daran! | 1912 | 514 | 1980 | 843 | 2021 | 1138 |          |          |          |          |          |          |
| Hier fehlt eine Grafik, die leider im Moment aus technischen Gründen nicht angezeigt werden kann. Wir arbeiten daran! | 1925 | 499 | 1990 | 879 |      |      | Quellen: | Quellen: | Quellen: | Quellen: | Quellen: | Quellen: |

### Sprache
Rethen gehört sprachlich zum hochdeutschen Sprachraum. Während die meisten ein weitgehend dialektfreies Hochdeutsch sprechen, spricht ein kleiner Teil der Bevölkerung bis heute ein mehr oder weniger eingefärbtes Hochdeutsch mit Elementen des braunschweigischen und des Papenteicher Dialekts. Hierzu gehört das deutliche A und das weiche G am Wortende. Im 20. Jahrhundert verschwand das Plattdeutsche durch die Verwendung des Hochdeutschen als Schulsprache immer mehr. Nach dem Zweiten Weltkrieg wurde es fast vollständig vom Hochdeutschen verdrängt.

### Religion
| Konfession                   | Personen | Prozent |
| ---------------------------- | -------- | ------- |
| evangelisch-lutherisch       | 740      | 61 %    |
| römisch-katholisch           | 114      | 9 %     |
| Konfessionslose und sonstige | Rest     | 30 %    |

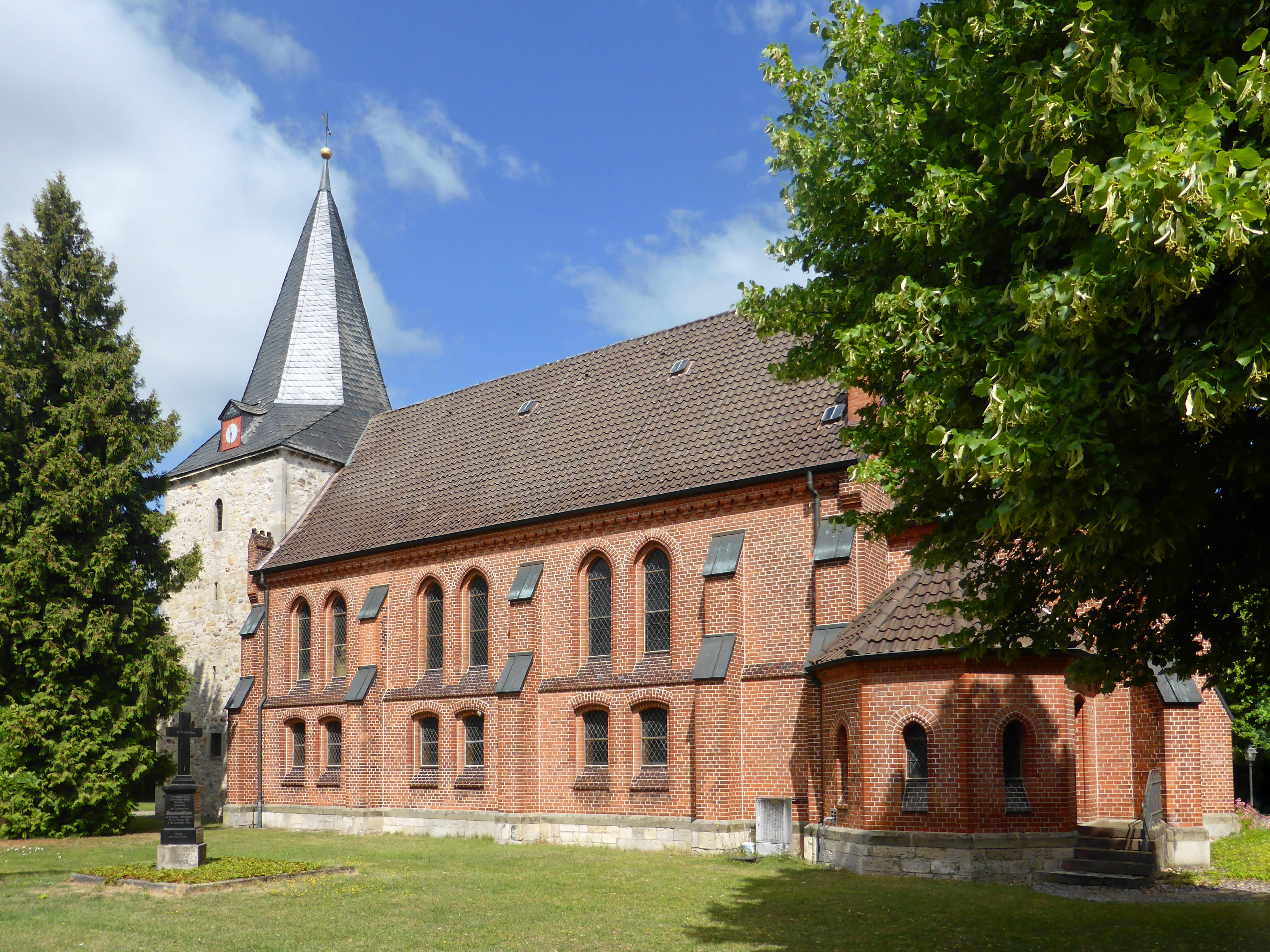
Die Rethener Kirche gehört zur Kirchengemeinde Adenbüttel-Rethen

Seit der Gründung des Bistums Hildesheim 815 bis zur Neuumschreibung der katholischen Diözesen in Deutschland nach dem Wiener Kongress markierte die Vollbütteler Riede bei Rethen einen Teil der Ostgrenze der Hildesheimer Diözese zum Bistum Halberstadt. In der 1899 verfassten „Geschichte des Bistums Hildesheim“ gehörte Rethen mit Leiferde, Didderse, Wipshausen, Adenbüttel, Meinsersen und Groß Schwülper zum Archdiakonat Leiferde. Mit der Reformation und der Gründung der lutherischer Landeskirchen in Braunschweig-Lüneburg verlor diese Zugehörigkeit allerdings an Bedeutung.
Das kirchliche Leben verlief ansonsten ohne große Veränderungen. Aus einem Visitationsbericht des Jahres 1854 für die Kirchengemeinde Adenbüttel-Rethen heißt es: „Die Gemeinde hat Ihren guten Ruf als erste lutherische Gemeinde des Nordens bewahrt. Öffentliche Ärgernisse, Spieler und Säufer gibt es nicht.“ 
Während im 19. Jahrhundert noch durchschnittlich 350 Personen den Gottesdienst besuchten, nahm dies über die Jahre (1938: 100 Personen) bis auf den heutigen Stand von durchschnittlich 70 Personen (90er-Jahre) ab. Die Anzahl der Mitglieder der evangelischen Kirchengemeinde veränderte sich ebenfalls. Zwar stieg im Zeitraum von 1970 bis 2000 die Anzahl der Kirchenmitglieder von 690 auf 740, der Anteil an der Gesamtbevölkerung sank aber gleichzeitig von 91 auf 61 %. Zurückzuführen ist dies auf den stetig wachsenden Anteil der Konfessionslosen. Ebenfalls erhöhte sich der Anteil der Mitglieder der römisch-katholischen Kirche von 5 % (1961) auf über 9 %. Diese gehören der katholischen St.-Andreas-Gemeinde in Meine an.

## Geschichte

### Ur- und Frühgeschichte
Erste Anzeichen menschlicher Besiedlung in der Rethener Gemarkung reichen über 5000 Jahre zurück. 1995 wurden in der Nähe des Ortes Überreste des Großsteingrabes von Rethen gefunden. Die zugehörige jungsteinzeitliche Siedlung wird in einem Umkreis von etwa drei Kilometern vermutet. Bereits vor 1995 wurden Gefäßreste, Feuersteinabschläge und eine Pfeilspitze sowie Steinbeile und weitere steinzeitliche Gegenstände gefunden. Es wird vermutet, dass sich im Osten von Rethen mehrere Siedlungen der jüngeren Steinzeit befanden.

### Siedlungswüstungen
In der näheren Umgebung befinden sich mehrere Siedlungswüstungen, darunter Dudanroth (1000 n. Chr.), Bromhorst (1007 n. Chr.) oder Arnsbüttel. Die meisten davon befinden sich außerhalb der heutigen Gemeindegemarkung. Sämtliche Siedlungen fielen zwischen dem 13. und 16. Jahrhundert wüst. Explizit nachweisbar sind:
- Algesbüttel, erstmals 1022 erwähnt. Die Siedlung bestand aus sieben Höfen und einer Kirche. Die letzte Erwähnung findet sich 1480 als lüneburgisches Lehnstück.
- Ossenrode (Asenroth), erstmals im Jahr 1112 in Grenzkarten erwähnt. Die Siedlung umfasste vier Höfe und lag nordöstlich des heutigen Rethen. Erste archäologische Funde stammen aus dem 12. bis 14. Jahrhundert.
- Zinsrode (Sinesrode), um 1022 zwischen Rethen und Vordorf existent und heute wieder lokalisiert. An der Oberfläche belegen noch heute zahlreiche Steine Aufschüttungen. Zudem wurden Metallstücke und Tonscherben mit Verzierungen gefunden. Gegen Ende des 15. Jahrhunderts wurde die Siedlung urkundlich nicht mehr erwähnt.
- Wendenbüttel (Wendenbutle), im Jahr 1007 erstmals erwähnt. Die Siedlung lag südlich des heutigen Rethen. Erste archäologische Funde stammen aus dem 10. bis 14. Jahrhundert.

### Gründung von Rethen
Die erste urkundliche Erwähnung Rethens stammt aus einer Urkunde, die auf den 2. April 1301 datiert ist. Zu dieser Zeit war der Ort rein landwirtschaftlich geprägt, wobei hauptsächlich Viehzucht und nur wenig Ackerbau betrieben wurden. Inhalt der Urkunde ist der Verkauf von fünf Hufe und vier Wurten in „Rethene“. Ritter Balduin von Wenden und seine Knappen Ludolf und Georg verkauften diesen Besitz an das Kloster St. Crucis in Braunschweig.

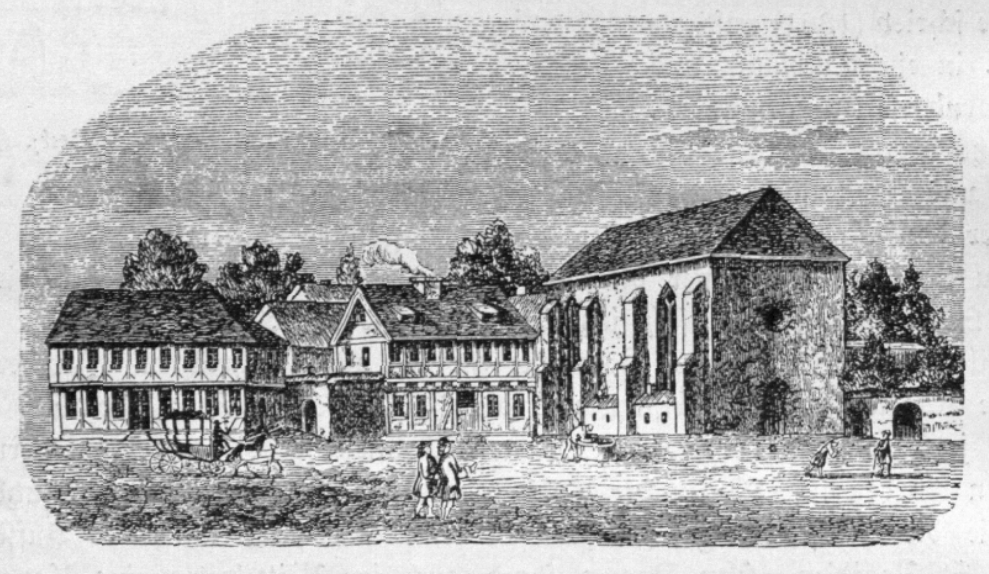
Der Templerhof in Braunschweig, Darstellung aus dem 18. Jahrhundert

Einige Jahre später ist ein Rechtsstreit zwischen Herzog Otto von Braunschweig und Herr über Süpplingenburg sowie dem St.-Crucis-Kloster über ebenfalls fünf Hufe urkundlich belegt. Ob es sich hierbei um dieselben Hufe wie bei Ritter Baldiun handelt, ist unbekannt. Jedenfalls erhoben Otto und wohl auch der Templerorden in Braunschweig Ansprüche auf diese Hufe. Nach der Auflösung des Templerordens 1312 wurde Otto 1314 belehrt, dass er und die Templer kein Recht an dem Besitz in Rethen zusteht.
Rethen dürfte damit in jedem Fall älter sein, als es die urkundlichen Erwähnungen belegen. Bereits 1641 wurde auf ein höheres Alter hingewiesen. Georg von Rethen, Bürgermeister zu Braunschweig, schrieb über seine Familiengeschichte, dass sein Vorfahr Heinrich Bethmann bereits 1199 von Bischof Hartbert von Hildesheim mit Gütern in Rethen sowie dem Kirchenpatronat beliehen worden war. Ein urkundlicher Beleg hierzu ist jedoch nicht bekannt.
Neben Dokumenten gibt der Ortsname wichtige Hinweise auf die Entstehungszeit einer Ortschaft. In älteren Schriften wird der Name Rethen (früher: Rethene, Rethen, Rethne, Reten, Rethenne) aus dem Wort Rietheim abgeleitet (Riet bezeichnet ein mooriges Gebiet). Dabei werden die sogenannten -heim-Dörfer zu den ältesten Siedlungen gerechnet, deren Gründung zum Teil bis in die Zeit der Cherusker (500 bis 800 n. Chr.) zurückreicht. In Rethen fanden sich bisher keine Beweise für eine solche Siedlungskontinuität

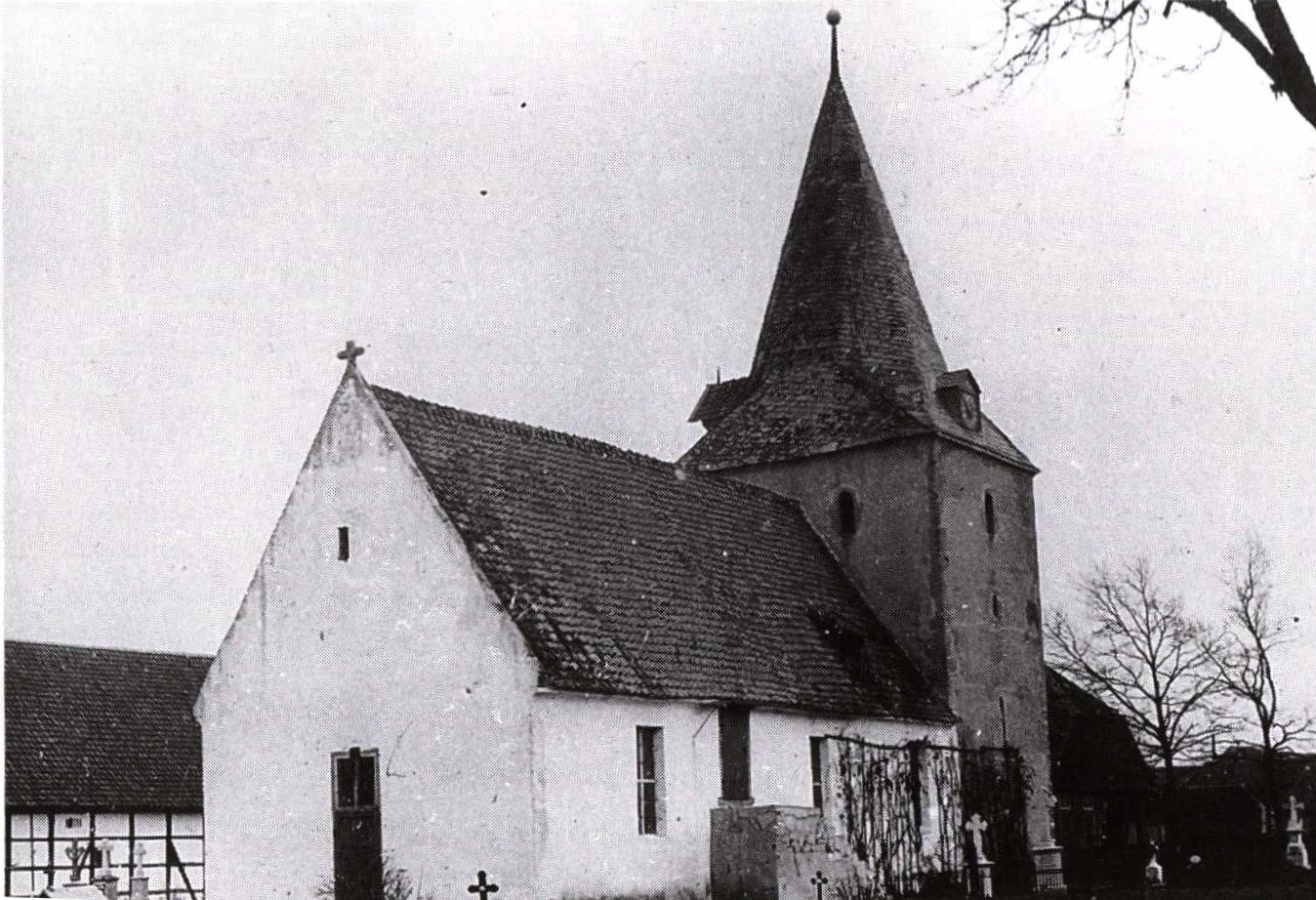
Die alte Kirche von Rethen vor Ihrem Abriss im Jahr 1901

In neuesten Veröffentlichungen wird Rethen vielmehr als fränkische Gründung betrachtet, die eng mit der Gründung von Meine zusammenhängt. Hierbei wird davon ausgegangen, dass die Franken im 8. Jahrhundert, im Zuge der Unterwerfung des Sachsenlandes, im damals unbesiedelten Nordwald Siedlungen anlegten. Die Umgebung wurde zu dieser Zeit von mehreren mittelalterlichen Fernstraßen durchzogen. Rethen wurde hiernach, ebenso wie Vordorf und der Ort Stapel (wüst gefallen), als Außendorf von Meine gegründet. Dieser Zusammenhang hatte nur relativ kurze Zeit Bestand, da bereits im 11. Jahrhundert die Grenze zwischen dem Bistum Halberstadt (Rethen) und dem Bistum Hildesheim (Meine, Vordorf) die Orte trennte. Versuche der Bischöfe von Halberstadt, die Grenze über Rethen hinaus bis an die Oker zu verschieben, blieben erfolglos. Die Grenze fiel erst Anfang des 16. Jahrhunderts mit Beginn der Reformationszeit.
In die Frühzeit des Ortes lässt sich ebenfalls die Kirche einordnen. Erste Erwähnungen finden sich in den Jahren 1323 und 1341; sie betreffen den Pfarrhaushalt und die Wahl der Kirchenvorsteher. Der heute noch vorhandene Kirchturm könnte zu dieser Zeit bereits bestanden haben (Schätzungen nennen das 13. Jahrhundert). Das gotisch geprägte Tympanon über dem Portal lässt sich, aufgrund ähnlicher Darstellungen in Nachbargemeinden, eher auf das 15. Jahrhundert datieren. Inwieweit sich der Ausbruch der Pest in Braunschweig und im Papenteich im Jahr 1350 auf die Rethener Bevölkerung auswirkte, ist nicht dokumentiert.

### Die Herrenvon Rethen
Im Jahr 1641 verfasste Georg von Rethen, Bürgermeister zu Braunschweig, die Familiengeschichte derer von Rethen aufgrund alter Eintragungen. Demzufolge beziehen die von Rethen sich auf einen „Heinrich Bethmann von Rethien“ (genauer: aus Chur „im Lande Rhetia)“. Bethmann diente dem Herzog Philipp von Schwaben während der Kriegshandlungen um die Krone des Heiligen Römischen Reiches gegen Otto IV. und der Belagerung Braunschweigs. Der Herzog verlor jedoch diese Auseinandersetzung und Heinrich Bethmann kam kurzzeitig in braunschweigische Gefangenschaft. Nach seiner Freilassung blieb er als Ritter bei dem Bischof Hartbert von Hildesheim, der ihn etwa 1199 mit dem Gericht und dem jus patronatus über die Kirche, Jagden, und Güter von Rethen belehnte. Eine urkundliche Erwähnung dieser Rechte findet sich erst im Lehnsregister 1383/85 zugunsten des Ritters „Bethmann van Rethen“.

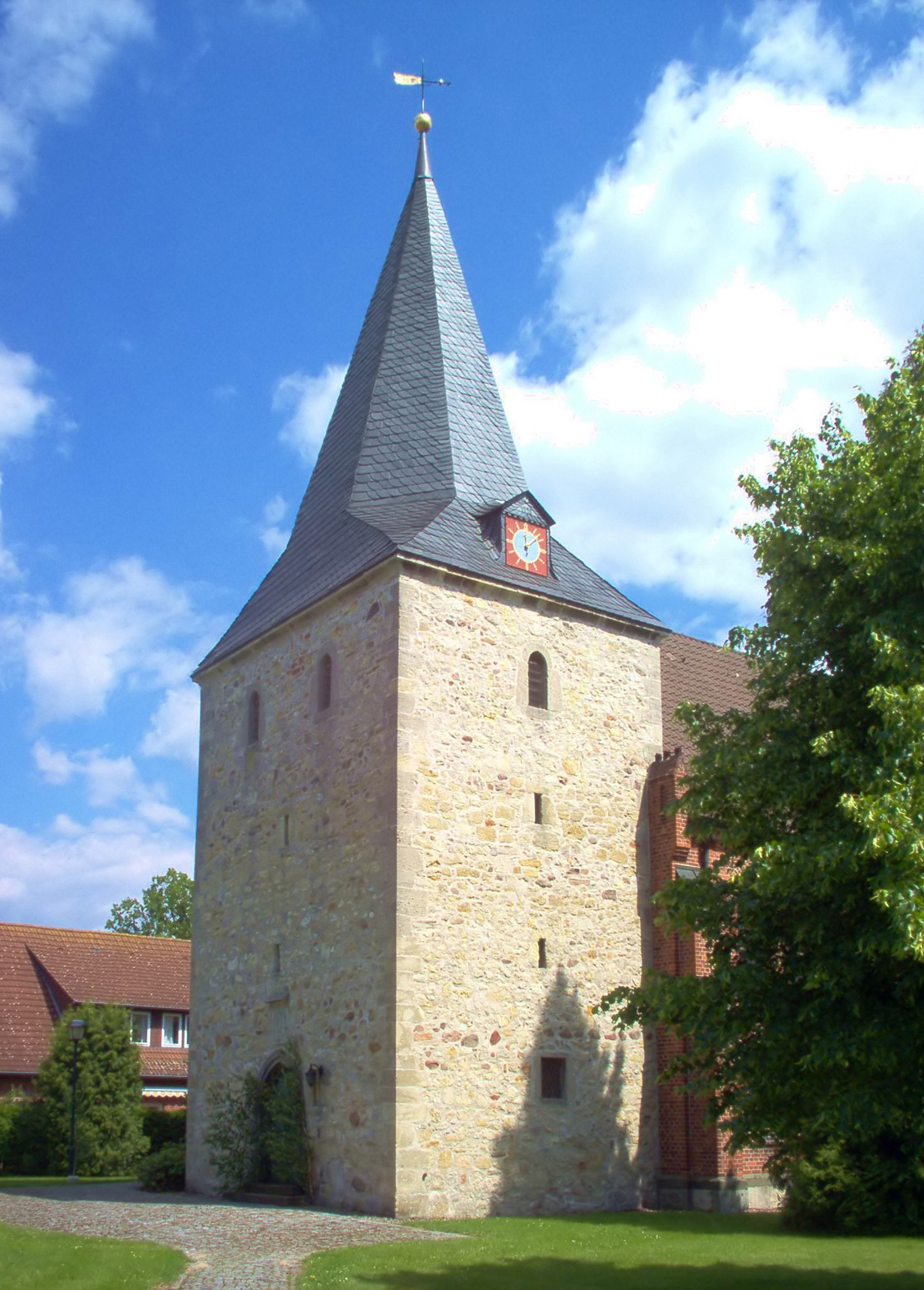
Der Rethener Kirchturm aus dem 13. Jahrhundert

Durch seine langjährige Erfahrung im Kriegsdienste erbaute Bethmann sein Haus in Rethen in der Art einer Wasserburg auf einer Insel im damaligen Dorfteich. In den folgenden Jahrzehnten kam es immer wieder zu Überfällen durch Raubritter, die Rethen in den Jahren 1308, 1380, 1381 sowie 1388 weitgehend zerstörten. Das Fehdenbuch der Stadt Braunschweig erläutert hierzu, dass am 13. Juli 1381 Ludwig von Honlege (Luder van Honleghe) sowie Rolf und Juris von Gerstenbüttel (Rolef unde Juries van Gharsnebutle) das Dorf überfielen und plünderten sowie die Kirche niederbrannten. Wahrscheinlich bei diesem Überfall ist es auch zur Zerstörung der Wasserburg gekommen. Infolgedessen verließen die „von Rethen“ nach etwa 150 Jahren das Dorf und haben sich in Braunschweig niedergelassen. Hier sind die v. Rethen seit 1393 als Bürgerfamilie des Hagen und Neustadt nachweisbar und war zwischen 1441 und 1672 im Rate der Stadt. Sie behielten weiterhin das Patronatsrecht und Güter in Rethen. Für das Jahr 1399 ist verzeichnet, dass ein Bethmann von Rethen das Kirchenpatronat in Rethen vom Dompropst von Hildesheim bestätigt wurde. In den Unterlagen des Amtes Gifhorn werden die Herren von Rethem mit neun Höfen in Rethen genannt.
Nach der Verbindung der Kirchengemeinden Adenbüttel und Rethen in der ersten Hälfte des 16. Jahrhunderts teilten sich die Herren von Rethen und die Herren von Marenholtz (Patronatsrecht in Adenbüttel) das Patronatsrecht in der vereinten Kirchengemeinde. Im Laufe der Zeit ging das Recht jedoch mehr und mehr an die Familie von Marenholtz über. Diese übte es bis zum Tod des letzten Patrons (Freiherr von Marenholtz-Nolde) im Jahr 1969 aus. Die Familie derer von Rethen erlosch vermutlich im 18. Jahrhundert.

### Frühe Neuzeit bis zur Moderne
Im Jahr 1625 erreichte der Dreißigjährige Krieg Rethen, als die kaiserlichen Truppen während des Dänisch-niedersächsischen Krieges ihr Winterquartier im Papenteich errichteten. Häuser und Kirche wurden geplündert und die Bauern zu Schanzarbeiten bei Wolfenbüttel herangezogen. Zudem mussten sie weiterhin Abgaben an den Grundherren abführen. Auch in den 1640er-Jahren kam es wiederholt zu Plünderungen, meist durch einheimische oder schwedische Soldaten.
Der Ort blieb sowohl vom Siebenjährigen Krieg als auch während der Napoleonischen Kriege weitgehend verschont und nur durch Kriegssteuern und Kriegsfuhren belastet. Nennenswert ist jedoch die Ermordung eines Hirten durch französische Dragoner im Jahr 1758. Hierbei handelt es sich um den einzig bekannten Mord in der Geschichte Rethens. Sowohl während des Krieges 1866 mit Preußen als auch im Deutsch-Französischen Krieg 1870/71 wurden Rethener eingezogen.
Das dörfliche Leben im 19. Jahrhundert wurde vor allem durch die Veränderungen in der Landwirtschaft geprägt. Diese betrafen zum einen mehrere Neuordnungen der Gemeindeflächen, zum anderen die Intensivierung der Ackerwirtschaft und der damit verbundenen starken Abholzung der Waldflächen rund um das Dorf. In der zweiten Hälfte des 19. Jahrhunderts begann ein immer intensiverer Anbau von Zuckerrüben, stark begünstigt durch den Bau der Zuckerrübenfabrik im nahen Meine.

### Erster Weltkrieg
Wie in großen Teilen Europas herrschte zu Beginn des Ersten Weltkrieges zunächst auch in Rethen große Kriegsbegeisterung. Insgesamt 78 Rethener wurden während des Krieges eingezogen, in dessen Verlauf 14 von ihnen fielen. Im Winter 1914/15 wurden in Rethen Flüchtlinge aus russisch besetzten Grenzgebieten einquartiert. Zudem befanden sich um das Jahr 1915 herum französische Kriegsgefangene im Ort. Diese Gefangenen mussten zum Teil in der Landwirtschaft arbeiten, wurden aber auch beim Neubau der Dorfstraße 1915 eingesetzt. Gegen Ende des Ersten Weltkrieges, besonders im Steckrübenwinter 1916/17, wurde, wie im Rest des Landes, die Versorgungslage in Rethen immer schwieriger. Trotz Rationierung der Lebensmittel und Mangelwirtschaft blieb die Lage aber ruhig. Gegen Ende des Krieges wurde, inspiriert durch die Novemberrevolution in Braunschweig ein Arbeiter- und Soldatenrat gebildet, dem später der gewählte Gemeindeausschuss folgte.

### Zweiter Weltkrieg
Im Zweiten Weltkrieg herrschte, anders als im Ersten Weltkrieg, in Rethen keine große Kriegsbegeisterung. Die Landwirtschaft musste von den Frauen und Alten bewältigt werden, denen Fremdarbeiter oder Kriegsgefangene zur Seite gestellt wurden. Hierbei handelte es sich zumeist um Personen französischer, polnischer und russischer Herkunft. Die Behandlung dieser Zwangsarbeiter war sehr unterschiedlich. Während die Russen in einem zum Kriegsgefangenenlager umgebauten Gebäude verblieben, wurden Polen und Franzosen bei den Dorfbewohnern untergebracht. Diese Unterbringung war zumeist ebenso unzulänglich, da bei freundlicher Behandlung Denunziation und Anzeige durch regimetreue Einwohner drohten.
In der Endphase des Krieges kam es aufgrund verstärkter Luftangriffe auf den nahe gelegene Industrie- und Rüstungsstandort Braunschweig auch zu Bombenabwürfen in und um Rethen. Darüber hinaus stürzten mehrere von der Flugabwehr um Braunschweig abgeschossene Flugzeuge der Royal Air Force (RAF) und der United States Army Air Forces (USAAF) bei Rethen ab, wobei einigen Besatzungsmitgliedern noch der Absprung per Fallschirm gelang. Dokumentiert ist eine missglückte Notlandung auf dem Schulhof.
Am 23. August 1944 um 11:30 Uhr erlebte Rethen seinen schwersten Bombenangriff. Vier schwere Sprengbomben gingen in unmittelbarer Nähe des Dorfes nieder. Zudem wurde eine größere Menge Brandbomben direkt über dem Dorf abgeworfen, die mehrere Großbrände verursachten. Das Gemeindehaus, zwei Stallungen, vier Wohngebäude sowie drei Weizenstiegen in direkter Dorfnähe brannten nahezu vollständig aus. Brände in anderen Gebäuden konnten von den Bewohnern selbst gelöscht werden. Zur Brandbekämpfung fanden sich Feuerwehren aus dem gesamten Papenteich sowie aus Braunschweig ein. Trotz des für das Dorf massiven Angriffs kamen keine Menschen zu Schaden.
Am 10. April 1945 bezogen amerikanische Soldaten aus Richtung Peine kommend in Rethen Quartier. Der Befehl an den Volkssturm des Dorfes, dieses zu verteidigen, war verweigert worden, die Waffen wurden im Dorfteich versenkt. Die meisten amerikanischen Soldaten zogen innerhalb einer Woche weiter und nur ein geringer Teil der Besatzungstruppen blieb knapp ein Vierteljahr. 34 Rethener sowie 26 Angehörige von Flüchtlingsfamilien in Rethen sind im Zweiten Weltkrieg gefallen.

### Eingemeindung
Am 1. März 1974 wurde Rethen in die Gemeinde Vordorf eingegliedert.

## Kultur und Sehenswürdigkeiten

### Vereinswesen
Folgende Vereine und Institutionen befinden sich in Rethen:
- Chor Polyhymnia, gegründet 1895
- Freiwillige Feuerwehr Rethen von 1905[26]
- TSV Rethen e. V. von 1912
- Kleingartenverein Heideblume e. V., gegründet 1949
- Schützenkorps Rethen e. V. von 1962
- Jugendclub Rethen von 1973 (ältester selbstverwalteter Jugendclub Niedersachsens)
- Jugendfeuerwehr, gegründet 1988[26]
- Lebendiger Adventskranz, seit 2005[27]
- Verein Rethener Dorfleben e. V.
- FSV Adenbüttel Rethen e. V. von 2006
- Kinderfeuerwehr, gegründet 2013[26]
- Kegelvereine Morgenstern und Gemütlichkeit

### Regelmäßige Veranstaltungen
Regelmäßig werden Dorf- und Heimatfeste veranstaltet, darunter das Schützenfest, bei dem die örtlichen Schützenkönige zunächst mit einem Festzug im Dorf gefeiert und anschließend gekrönt werden. Der genaue Ursprung der Dorffeste in Rethen ist nicht bekannt, allerdings gehen diese wahrscheinlich bis ins 19. Jahrhundert zurück. Die älteste erhaltene Schützenscheibe stammt aus dem Jahr 1883. Ferner wird traditionell am Ostersonntag auf der Schweineweide das Rethener Osterfeuer abgebrannt.

### Sehenswürdigkeiten

#### Gefallenendenkmal
Das Rethener Gefallenendenkmal (⊙) in Form eines Obelisken wurde nach dem Ersten Weltkrieg nördlich des Schulgebäudes errichtet und am 24. Juli 1921 eingeweiht. Das Ehrenmal sollte an die während des Krieges und die infolge des Krieges gestorbenen 13 Rethener erinnern. Deren Namen wurden auf einer Gedenktafel verewigt, welche am Ehrenmal befestigt wurde. Um das Ehrenmal herum wurde für jeden Gefallenen eine Eiche gepflanzt, so dass das Ehrenmal heute von 13 voll ausgewachsenen Eichen umsäumt wird. Nach dem Zweiten Weltkrieg wurden drei weitere Gedenktafel mit den Namen von 60 aus Rethen stammenden Gefallenen und Vermissten dieses Krieges angebracht.

#### Holländerwindmühle
Die Windmühle zwischen Rethen und Adenbüttel (⊙) ist eine 1872 erbaute Holländerwindmühle. Sie befindet sich etwa auf der Grenze zwischen den Gemarkungen von Rethen und Adenbüttel, nur etwa 100 Meter nordwestlich von Rethen. Trotz der geringen Entfernung zu Rethen und der früheren gemeinsamen Nutzung gehört die Mühle heute zu Adenbüttel.

#### Kreuzigungsgruppe

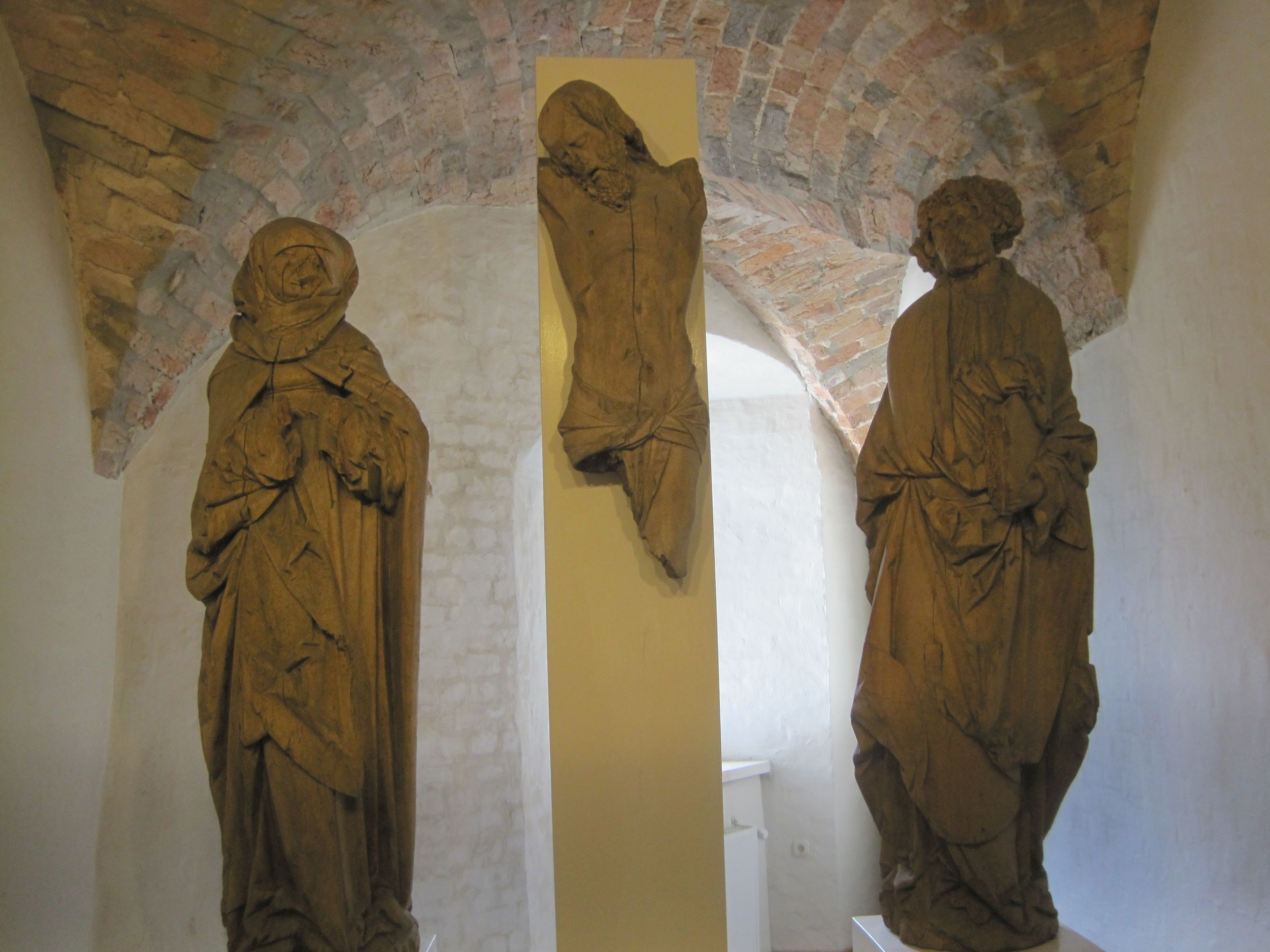
Rethener Kreuzigungsgruppe im Museum Schloss Gifhorn

Die Kreuzigungsgruppe aus der Sankt-Nikolai-Kirche ist ein bedeutendes Exponat der niedersächsischen Sakralkunst des späten Mittelalters. Die Gruppe besteht aus den drei Figuren Maria, Johannes und Christus. Die Figuren von Maria und Johannes sind stark beschädigt, die Christusfigur ist nur noch in ihren oberen Teilen erhalten geblieben. Auffällig an der Gruppe sind die kunstvolle Gestaltung der Haare sowie der Gewänder der Figuren.
Die Gruppe wurde in der Zeit von 1525 bis 1528 von Levin Storch geschnitzt. Levin Storch wurde aufgrund der Qualität dieser Arbeit einige Zeit unter dem Namen „Meister von Rethen“ bekannt. In Braunschweiger Kirchen befinden sich weitere Werke dieses Künstlers. Die Anfertigung dieser Gruppe ist wahrscheinlich den Herren von Rethen, also den Patronatsherren, zu verdanken. Heute kann die Kreuzigungsgruppe zusammen mit einer ebenfalls aus der Rethener Kirche stammenden Madonna im Historischen Museum in Gifhorn besichtigt werden.

#### Großsteingrab

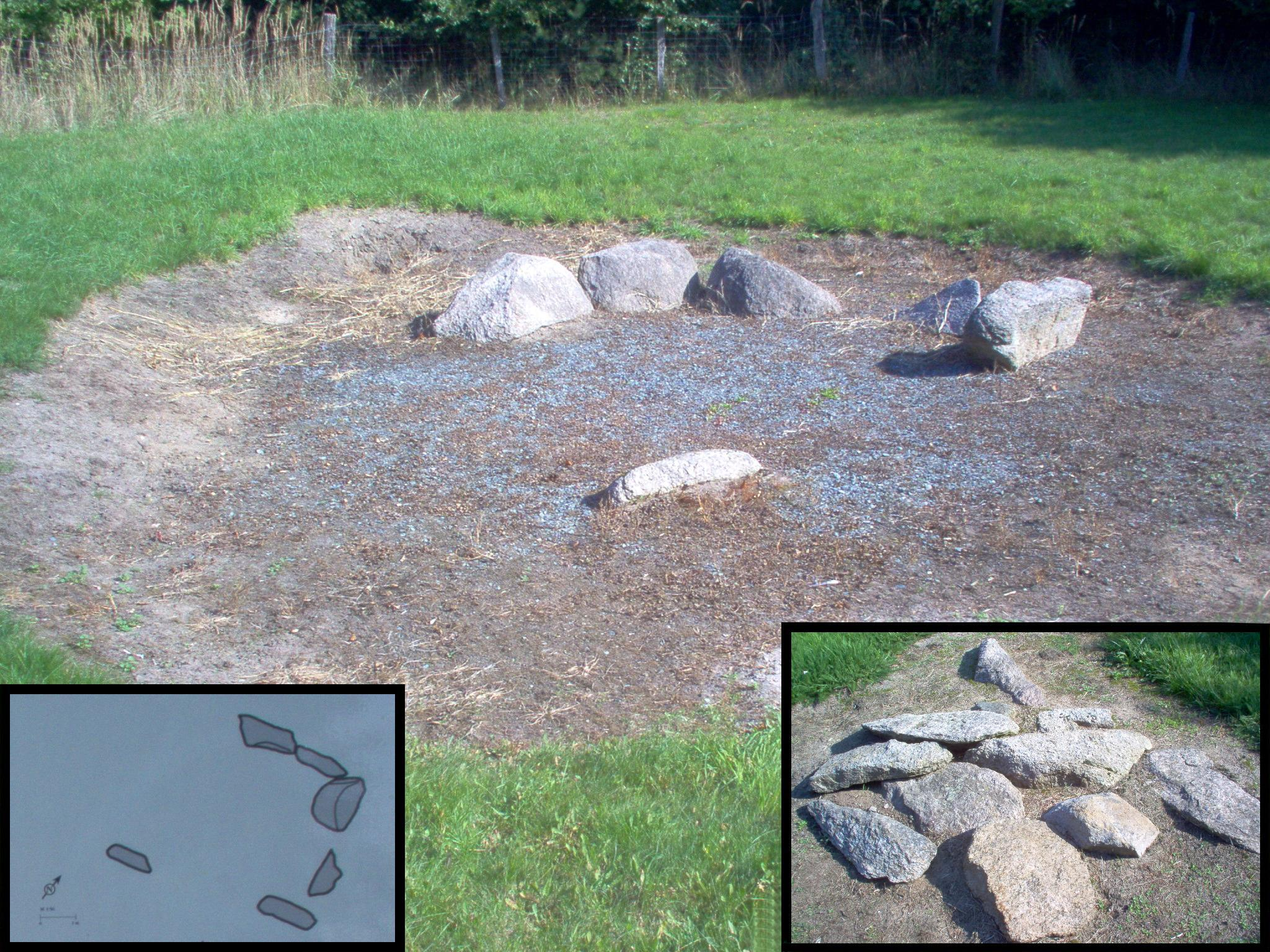
Megalithgrab von Rethen

Im Jahr 1995 wurde bei Feldarbeiten innerhalb der Rethener Gemarkung nahe dem Waldgebiet Maaßel ein Großsteingrab gefunden. Sechs kleine Steine bilden eine in Ost-West-Richtung ausgerichtete Anlage. Aufgrund von Untersuchungen durch das Kreisarchäologische Amt wird die Anlage auf etwa 3000 v. Chr. datiert. Es wird davon ausgegangen, dass es sich um ein Kollektivgrab in Hüttenform handelt. Die zu dem Grab gehörende jungsteinzeitliche Siedlung wird in einem Umkreis von etwa drei Kilometern vermutet.
Bei dem Grab handelt es sich wahrscheinlich um eine gestörte Anlage, die früher mit Holz oder Steinen abgedeckt war. Einige größere Steine sowie die Abdeckung waren entfernt und wahrscheinlich zum Hausbau benutzt worden. Die Anlage wurde nach ihrer Wiederentdeckung begehbar gemacht und 1996 der Öffentlichkeit übergeben. Es handelt sich um das erste bekannte Großsteingrab im Landkreis Gifhorn. (⊙)

#### Sankt-Nicolai-Kirche

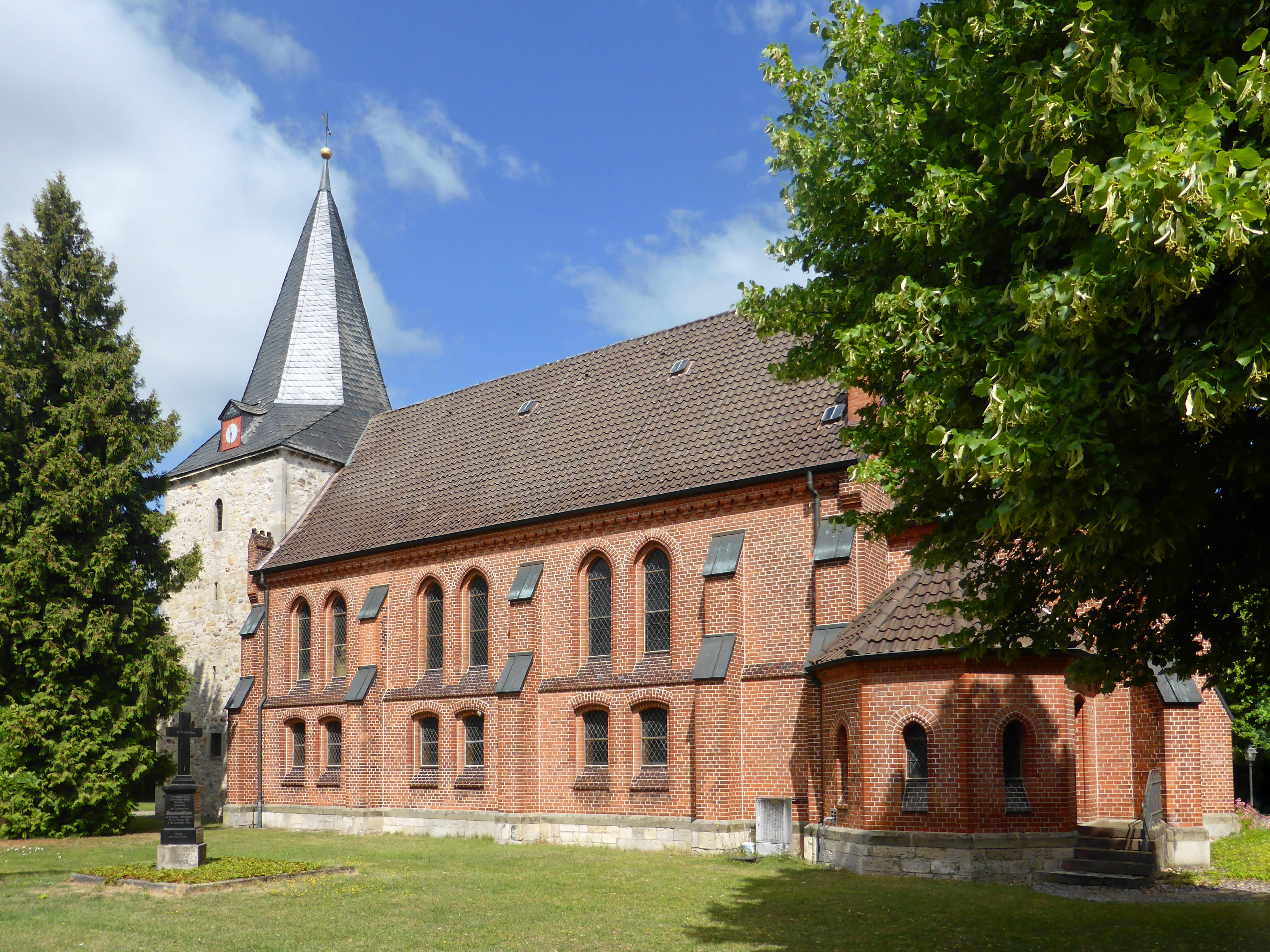
St.-Nicolai-Kirche

In Rethen befindet sich eine evangelisch-lutherische Kirche(⊙), welche Sankt Nikolaus, dem Schutzherren der Händler und Kaufleute, gewidmet ist. Während das heutige Kirchenschiff 1901 nach einem Entwurf von Eduard Wendebourg neu errichtet wurde, ist der Kirchturm wesentlich älter. Architekten schätzen, dass der 25 m hohe Kirchturm aus Feldsteinen bereits aus dem 13. Jahrhundert stammen könnte. Im Turm befinden sich drei Kirchenglocken, wobei die kleinste und älteste Glocke (Schlagglocke) aus dem Jahr 1424 und die frei schwingenden Glocken aus dem Jahr 1484 stammen. Das alte Kirchenschiff wurde nach den Zerstörungen des Dreißigjährigen Krieges neu errichtet und 1654 mit einer Prieche (Empore) ausgestattet. Der letzte Neubau fand 1901 statt und ist bis heute weitgehend unverändert. Im Rahmen des Neubaus wurde Platz für bis zu 450 Personen geschaffen, die neue Orgel eingebaut sowie die erste Kirchenheizung des Kirchenbezirkes installiert. Seit Anfang des 16. Jahrhunderts bildet Rethen zusammen mit Adenbüttel eine Kirchengemeinde. Da der Kirchhof mit seinen Familiengrabstellen nicht mehr ausreichend war, wurde 1933 der Zukauf eines dorfnahen Grundstückes als Friedhof beschlossen. 1965 wurde dieser erweitert und eine Friedhofskapelle errichtet.

## Wirtschaft und Infrastruktur

### Landwirtschaft
Seit dem frühen Mittelalter war Viehzucht die Haupterwerbsquelle der Einwohner. Das Ackerland hatte aufgrund des nassen Bodens nur wenig Wert. Hierdurch entwickelte sich ab Mitte des 18. Jahrhunderts der Trend, durch Fuhrwerke eine Nebenerwerbsquelle zu nutzen. Durch die Veränderungen in der Landwirtschaft (Entwässerung, Kartoffeln) wurde in Rethen während des 19. Jahrhunderts immer mehr auf Ackerwirtschaft umgestellt. Seit den 1870er-Jahren nahm der Anbau von Zuckerrüben immer mehr zu. Verstärkt wurde diese Tendenz noch durch den Bau der Zuckerrübenfabrik 1883 im nahen Meine. Durch den Bau der Molkerei in Meine konzentrierte sich die verbliebene Viehzucht auf die Milchwirtschaft. Einen weiteren starken Fortschritt und eine Intensivierung der Landwirtschaft gab es nach 1945 durch die Industrialisierung der Landwirtschaft. Hierdurch und durch die Entstehung neuer Arbeitsbereiche in Industrie und Handel stellten viele Rethener Landwirte den Betrieb ein. Rethen konnte seinen Charakter als Bauerndorf bis etwa Mitte des 20. Jahrhunderts wahren. Auch wenn Rethen heute noch mehr Landwirte als die Dörfer der näheren Umgebung hat, spielen diese in Bezug auf die gesamte Einwohnerzahl nur noch eine sehr geringe Rolle. Der massive Einfluss der Agglomerationen Braunschweig und Wolfsburg wird immer stärker und ein Großteil der Einwohner pendelt heute in diese Gebiete zur Arbeit. 1994 wurden in Rethen nur noch acht Haupt- und fünf Nebenerwerbsbetriebe gezählt.

### Industrie und Handel
In Rethen selbst hat sich nie Industrie angesiedelt. Durch die relativ geringe Entfernung zu den Wirtschafts- und Industriezentren Wolfsburg und Braunschweig ist die Industrie als Arbeitgeber jedoch von großer Bedeutung. Begonnen hat diese Entwicklung mit dem Bau des Volkswagenwerks Wolfsburg 1939. Für den Betrieb der Werke wurde eine ständig steigende Anzahl von Personen benötigt, wodurch immer mehr Einwohner Rethens als Fabrikarbeiter tätig war. Während der Dorfpfarrer 1939 Rethen noch als „rein bäuerliche Gemeinde“ beschrieb, arbeiteten 1961 bereits knapp 30 Prozent der werktätigen Einwohner in Wolfsburg. 1972 waren bereits etwa 80 Prozent „in Indurstriebetrieben in Braunschweig, Gifhorn und Wolfsburg“ beschäftigt.

### Onshore Windpark
Ausweisung Vorranggebiet
Bereits seit Ende der 1990er wird über einen Ausbau der Windenergie in der Samtgemeinde Papenteich diskutiert. Mit der zum 31. Dezember 1998 wirksamen Änderung des Flächennutzungsplans der Samtgemeinde erfolgte die Darstellung einer Sonderbaufläche für Windenergieanlagen (WEA) in Rethen als eine der ersten Vorrangflächen in der Region. Der erste Bebauungsplan der Gemeinde Vordorf trat im Mai 2000 in Kraft. Die Windpotenzialanalysen zeigten mit Windgeschwindigkeiten von mehr als 7,0 m/s eine ausreichende wirtschaftliche Nutzbarkeit. An die Vorrangfläche grenzend und innerhalb dieser verlaufen eine 100- und zwei 380-kV-Hochspannungsleitungen. Zudem liegt ein Umspannwerk in direkter Nähe zu der Fläche.
Umsetzung und Bau 2003
Im Vorfeld des finalen Bebauungsplans erfolgte eine intensive öffentliche Debatte unter Einbindung der Samtgemeinde, der Gemeinde, Behörden, Anwohner und privater Interessenten. Die Anwohner waren teilweise in der Bürgerinitiative „Gegenwind“ organisiert. Insgesamt erfolgten 675 private Einwendungen im Rahmen des Beteiligungsverfahrens. Als Ergebnis des Verfahrens wurde das Vorranggebiet auf 19 Hektar reduziert. Im Jahr 2003 wurden dann drei Windenergieanlagen errichtet. Jede der drei Anlagen hat eine Nennleistung von 1,8 MW bei einer Gesamthöhe von jeweils 100 Metern (Nabenhöhe: 65 Meter) und einem Rotordurchmesser von 35 Metern. Zusammen erzeugt der Windpark jährlich etwa 9 Mio. Kilowattstunden Strom – ausreichend für ungefähr 2.500 Haushalte. Die bei Inbetriebnahme geltende Einspeisevergütung über 20 Jahre läuft demnach bis ins Jahr 2023. Die Betreibergesellschaft „WINKRA Rethen Windparkbetriebsgesellschaft mbH, Vordorf“ wurde 2012 mit der „RWE Innogy Mistral Windparkbetriebsgesellschaft mbH“ verschmolzen und RWE ist bis Stand 2023 der Betreiber des Windparks.
Neues Raumordnungsverfahren 2008
Im Rahmen der Neuaufstellung des Regionalen Raumordnungsverfahrens (RROP) 2008 wurde das Gebiet erneut geprüft. Überprüft wurde eine Erweiterungsfläche von insgesamt 163 Hektar. Große Teile der Vorrangfläche wurden im Laufe des Verfahrens als ungeeignet eingestuft, da sich diese Fläche mit einem Verbreitungsschwerpunkt des Rotmilans überdeckte. Das Gebiet wurde jedoch auch wegen der Bestandsanlagen, der Hochspannungsleitungen sowie der geplante Umgehungsstraße um Meine als vorbelastet eingestuft. In einer zweiten Phase wurde eine verkleinerte Potentialfläche von 29 Hektar untersucht, jedoch letztendlich ebenfalls verworfen.
Ausbaupläne 2018
Auf Grundlage dieses Raumordnungsverfahrens (zweite Offenlegung) scheiterte 2018 auch ein geplanter Ausbau des Windparks. Ausschlaggebend waren die Brutreviere des Rotmilans.
Ausbaupläne 2023
Im Juli 2022 erfolgte durch die Bundesregierung Scholz eine Novelle des Bundesnaturschutzgesetzes, welches nun nicht mehr den einzelnen Vogel in den Mittelpunkt stellt, sondern den Erhalt der Population. Dies hat ebenfalls Einfluss auf die Bewertung von Rotmilanen im Zusammenhang mit Windkraftanlagen. Bis dato galten die Vorkommen einzelner Rotmilane, wie in Rethen, als eines der Hauptargumente, um Windkraftprojekte zu verhindern beziehungsweise als Ursache ausufernder Genehmigungsverfahren. Parallel erfolgte 2022 eine erste Zwischenveröffentlichung des Forschungsprojekts Life-Eurokite, welches die Todesursachen von mit GPS ausgestatteten Rotmilanen untersuchte. Vorläufiges Ergebnis war, dass die europaweit größte Gefahr für Rotmilane von Giftködern ausgeht und Windkraftanlagen nur an siebter Stelle der Todesursachen stand. Auf regionale Unterschiede wurde in den Zwischenergebnissen noch nicht eingegangen. Vor diesem Hintergrund sowie dem nicht langjährig standortfesten Revierverhalten werden die Ergebnisse der Bewertung der erweiterten Vorrangflächen in Rethen von 2008 in Zweifel gezogen.
Gleichzeitig erklärte das Oberverwaltungsgericht Lüneburg im Dezember 2022 die Neuplanung des Regionalverbandes Braunschweig für ungültig. Der Regionalverband hatte 2019 Gebiete für 49 Windparks festgelegt, wozu auch Rethen zählt. Wird das Urteil rechtskräftig und die Neuplanung des Regionalverbandes tritt nicht in Kraft, können Gemeinden und Investoren grundsätzlich überall neue Windanlagen bauen, solange die gesetzlichen Vorschriften hierzu erfüllt sind.
Durch das Alter der Bestandsanlagen, das Ende der Einspeisevergütung im Jahr 2023 und die geänderten Rahmenbedingungen gibt es Stand Mai 2023 wieder Diskussionen um einen Ausbau des Windenergieparks mit dem Betreiber „RWE Wind Onshore & PV Deutschland“. Die bestehenden Anlagen (Narbenhöhe 65 Meter, Gesamthöhe 99 Meter) sollen rückgebaut werden und durch drei neue, deutlich größere Anlagen (Nabenhöhe von 165 Meter, 250 Meter Gesamthöhe) ersetzt werden. Ebenso im Gespräch ist eine Erweiterung des Parks um zusätzliche neun Anlagen mit identischer Höhe. In Rethen haben sich Bürgerinitiativen gegen einen solchen Ausbau gebildet.

### Infrastruktur
Das heutige Straßennetz entstand in der zweiten Hälfte des 19. Jahrhunderts. Die Straßennamen wurden erst 1976 eingeführt, zuvor trugen die Gebäude in Rethen nur Nummern. Die L 321 durchquert den Ort. Rethen liegt vier Kilometer westlich der B 4 auf der Höhe von Meine und etwa sieben Kilometer nördlich des Autobahnkreuzes Braunschweig-Nord der Bundesautobahnen 2 und 391. Der Ort wird durch die Omnibuslinien 112, 194 und 196 der Verkehrsgesellschaft Landkreis Gifhorn mbH bedient.
Obwohl Rethen immer über reichlich Grundwasser verfügte, erfolgte 1963 der Anschluss an die zentrale Wasserversorgung durch den Wasserverband des Kreises. Nach umfangreichen Umbauarbeiten 1965 an der Kanalisation erfolgte 1977 der Anschluss an die Trennwasserkanalisation des Abwasserverbandes Braunschweig. 1916 erfolgte der Anschluss an das öffentliche Stromnetz. Der Anschluss an die Ferngasversorgung erfolgte 1996.
1973 wurde die zentrale Müllabfuhr des Landkreises Gifhorn eingerichtet. Bis dahin diente eine frühere Bodenentnahmestelle, die sogenannte Schweineweide als Rethener Müllabladeplatz. Dieser wurde später mit Erde abgedeckt und dient heute vor allem als Osterfeuerplatz.

### Öffentliche Einrichtungen
Kindergarten
Im Jahr 1992 wurde in Rethen ein Kindergarten am Sportplatz errichtet, nachdem die Rethener Kinder in den Jahrzehnten zuvor in den umliegenden Gemeinden die dortigen Kindergärten besucht hatten. Träger des Rethener Kindergartens ist der Kindergarten Vordorf e. V. unter dem Dachverband der Elterninitiativen Braunschweigs e. V. In zwei altersgemischten Gruppen werden bis zu 50 Kinder betreut.
Bildung

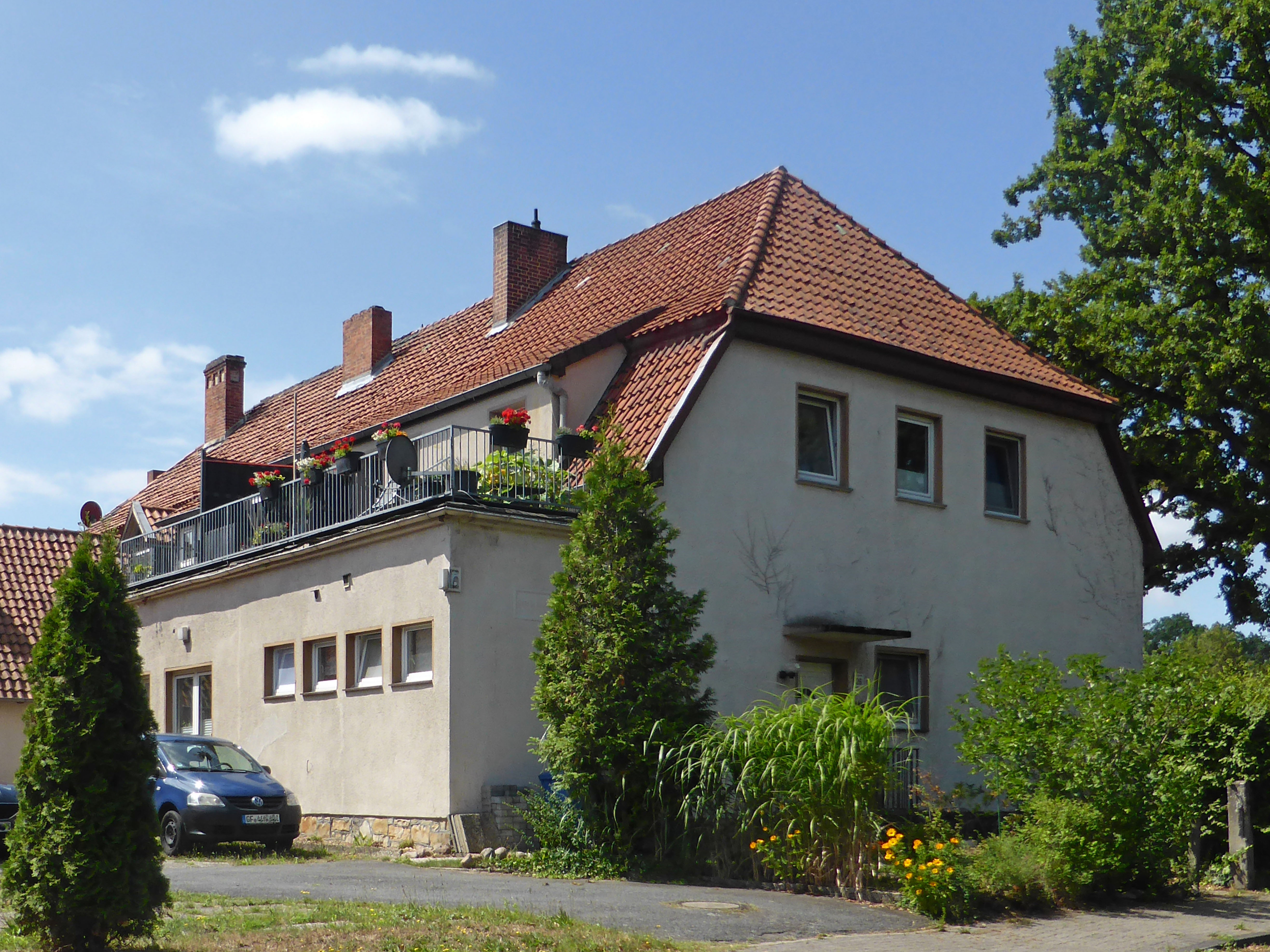
Ehemalige Schule

Einen Schuldienst gab es in Rethen nachweislich seit 1644. Aufgrund der steigenden Schülerzahlen auf bis zu 106 im Jahr 1911 wurde der Bau eines neuen Schulgebäudes nötig. Errichtet wurde ein Gebäude mit mehreren Klassenräumen und zwei Lehrerwohnungen. Aufgrund der Entwicklung der Nachkriegsjahre und des raschen Anstiegs auf etwa 160 Schüler wurde bereits 1945 ein weiterer Ausbau beschlossen. Da der rasante Anstieg der Schülerzahl aber zum großen Teil auf Schüler aus Flüchtlingsfamilien beruhte, welche nur kurze Zeit in Rethen verblieben, sank die Schülerzahl bereits kurz nach der Fertigstellung der Schule stark. Versuche, die Volksschule im Schulverbund mit Vordorf und Adenbüttel weiterzuführen, waren erfolglos. Die endgültige Auflösung der Schule erfolgte 1974 und das Schulgebäude wird heute als Wohnhaus genutzt. Heute besuchen die Kinder und Jugendlichen aus dem Ort die Grundschule in Vordorf und später weiterführende Schulen in Meine, Gifhorn und Braunschweig.
Schwimmbad
Im Jahr 1932 entschlossen sich die Schulleitung und der Turnverein in Zusammenarbeit mit dem Gemeindeausschuss zum Bau eines Schwimmbades in den Rottekuhlen, wo früher Flachs gerottet wurde. Das Schwimmbad und die dazugehörenden Anlagen wurden aus finanziellen Gründen in Eigenleistung der Dorfbewohner, unter fachlicher Anleitung, errichtet. Binnen eines Jahres wurde die Anlage fertiggestellt und 1933 in Betrieb genommen. Durch die permanente Versorgung des Beckens mit Frischwasser aus einer nahen Quelle wurde eine dauerhaft gute Wasserqualität erreicht. 1952 entschloss sich die Gemeinde zur Renovierung des Schwimmbades, bei der der Boden und die Wände des Beckens betoniert und neue Gebäude errichtet wurden. Die Badeanstalt wurde Ende der 1960er-Jahre geschlossen, da der Unterhalt für die Gemeinde zu kostspielig wurde. Auf dem Gelände befinden sich heute die Tennisplätze.
Feuerwehr und Zivilschutz

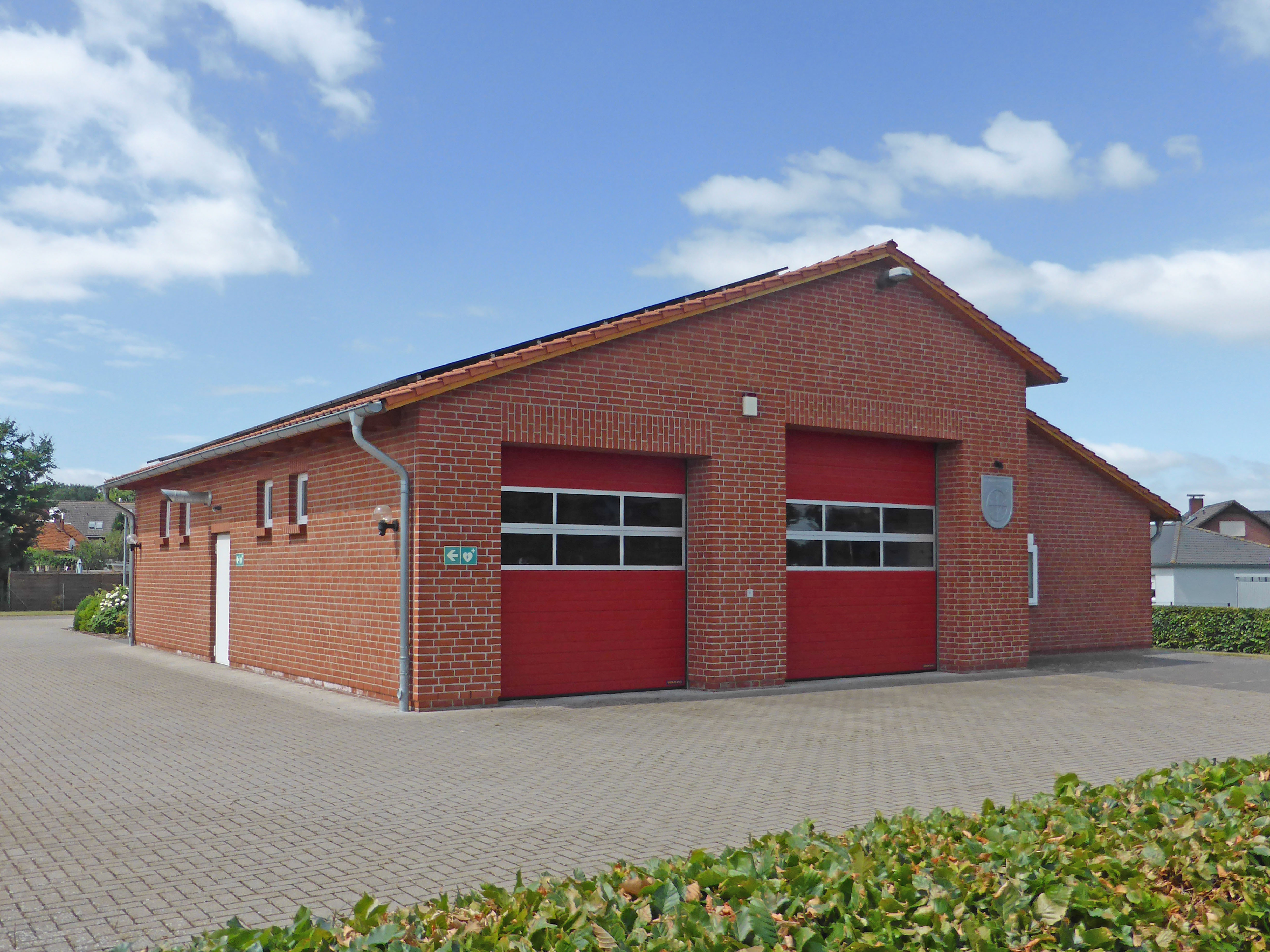
Feuerwehrhaus

Die Freiwillige Feuerwehr Rethen wurde am 9. Oktober 1905 gegründet. 1963 wurde ein Feuerschutzvertrag mit Eickhorst geschlossen, so dass seitdem der dortige Brandschutz ebenfalls der Rethener Feuerwehr obliegt. Seit der Gründung rückte die Feuerwehr in Rethen zu fünf größeren Wohnhausbränden (zuletzt im Jahr 2000), fünf größeren Bränden von landwirtschaftlichen Wirtschaftsgebäuden sowie während des Großbrandes infolge des Bombenangriffs 1944 aus. Heute ist die Wehr weiterhin als Freiwillige Feuerwehr ohne hauptamtliche Feuerwehrleute organisiert. Zur Nachwuchsförderung gründete die Feuerwehr 1988 eine Jugendfeuerwehr sowie 2013 eine Kinderfeuerwehr.
Die Rethener Feuerwehr ist als Ortswehr mit Grundausstattung ausgestattet. Die Wehr verfügt über ein modernes Feuerwehrhaus, welches 2012 mit hohen Eigenleistungen fertiggestellt wurde. Als Einsatzfahrzeuge stehen ein selbstfinanziertes Mannschaftstransportfahrzeug und seit 2015 ein modernes Tragkraftspritzenfahrzeug mit Wassertank zur Verfügung. Mit Stand 2019 umfasst die Feuerwehr ungefähr 35 Aktive und etwa 160 fördernde Mitglieder.
Öffentlicher Bücherschrank
Ein öffentlicher Bücherschrank steht seit 2022 am Schützenhaus und ist ständig zugänglich.

## Politik

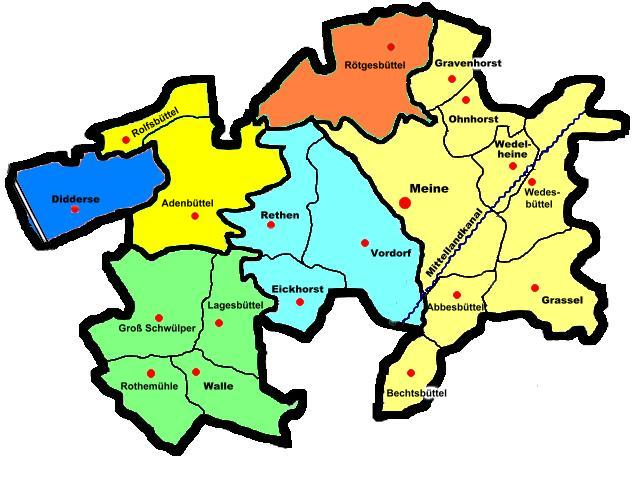
Rethen in der Samtgemeinde Papenteich

In seiner Frühzeit gehörte Rethen zum Gebiet der Welfen, wechselte aber häufig zwischen der Braunschweiger und der Lüneburger Linie. Mit der Bildung des Amtes Gifhorn 1549 wurde Rethen der Obergogräfschaft Papenteich zugeteilt. In der Zeit des Königreiches Westphalen gehörte Rethen zum Kanton Rötgesbüttel und damit zum Département Oker. Gifhorn gehörte bis 1972 zum Regierungsbezirk Lüneburg (bis 1705 Fürstentum Lüneburg), bevor es dem Regierungsbezirk Braunschweig angegliedert wurde.
1970 bildete sich aus Rethen und 14 weiteren Gemeinden die Samtgemeinde Papenteich mit Verwaltungssitz in Meine. Zu diesem Zeitpunkt war Rethen noch eine eigenständige Gemeinde, es gab jedoch bereits Überlegungen zum Zusammenschluss der kleineren Gemeinden. Nachdem 1971 eine Zusammenlegung mit Eickhorst und Adenbüttel an der Namensgebung der neu zu schaffenden Gemeinde gescheitert war, wurde ein Zusammenschluss mit Vordorf erwogen. Am 21. Februar 1974 war die letzte Sitzung des Rethener Gemeinderates, die mit der anschließenden Selbstauflösung endete. Am 28. Juni 1974 wurde der erste Gemeinderat der neuen Gemeinde Vordorf gewählt.

## Persönlichkeiten
- Herren von Rethen[56]
  - Heinrich Bethmann von Rethien (* in Chur, †), Ritter unter Philipp von Schwaben und Hartbert von Hildesheim, wurde vermutlich 1199 mit einem Gut in Rethen beliehen
  - Avtor von Rethen, um 1612 Bürgermeister der Braunschweiger Neustadt[57]
  - Georg von Rethen (-1656), um 1641 Bürgermeister zu Braunschweig[58][59]
- Otto Hänssgen (1885–1956); Landschaftsmaler und Künstler, lebte seit etwa 1918 bis zu seinem Tod 1956 in Rethen[7]
- Wilhelm Heinrich Werner Blanke (1895–1991), Lehrer in Rethen von 1929 bis 1945, Heimatforscher und Autor[60]
- Hans Schmidt, evangelischer Theologe, von 1982 bis 1988 Pastor in der Gemeinde Adenbüttel-Rethen
- Hans-Heinrich Bosse, Träger des Niedersächsischen Verdienstordens am Bande, verliehen am 20. November 1998[61]
- Heinrich Ulrich Hintze, Träger des Bundesverdienstkreuzes am Bande für 30 Jahre Engagement im Ehrenamt und der Gemeinde, verliehen am 1. September 2022[62]